# Змія-стріла
Змія-стріла, стріла-змія, піщана змія пустельна (Psammophis lineolatus) — вид змій родини піщаних змій (Psammophiidae). Поширений у Закавказзі, Центральній і Південній Азії. Мешканець аридних ландшафтів. Умовно отруйна змія (реальної небезпеки для людини, як правило, не становить).

## Опис

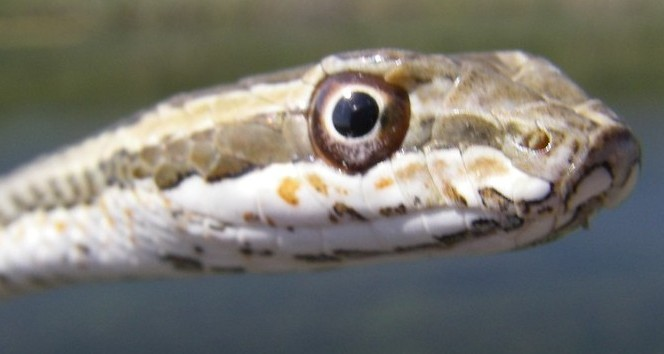

Змія середнього розміру, із струнким тонким тілом. Довжина тіла (L. — довжина тіла від кінчика морди до клоаки) може сягати 91 см. Хвіст (L.cd.) тонкий і відносно довгий: співвідношення L./L.cd. складає 2,3—3,5. Досить вузька голова слабко відмежована від шиї. Передній кінець морди тупо закруглений. Верхня поверхня морди з поздовжнім жолобком, а її верхньобокові краї загострені. Очі великі, зіниці круглі. Ніздря розташована між двох щитків. На верхньощелепній кістці 10—13 зубів, з яких 1—2 середніх більш-менш збільшені та спереду або ззаду відділені від інших невеликим проміжком; такий же проміжок є перед 2 задніми, сильно збільшеними зубами. Задні зуби є частиною отруйного апарату змії — через рани, нанесені цими зубами, у тіло жертви потрапляє отрута. Отруйні залози розташовані над верхніми щелепами позаду очей.

### Лускатий покрив
Тіло вкрите відносно гладенькою лускою, з однією апікальною порою. Навколо тулуба (G.) є 17 гладеньких лусок. Черевних щитків (Ventr.) 168—204, підхвостових щитків (Scd.) — 71—114 пар. Анальний щиток розділений. Верхня сторона голови вкрита великими симетричними щитками. Міжщелепний щиток майже не вдається між міжносовими щитками. Лобний щиток довгий й дуже вузький. Виличний щиток довгий та вузький. Підочний щиток відсутній, заочних щитків 2, рідко 3. Верхньогубних щитків 9, два з них торкаються ока. Скроневі щитки (Temp.) розташовані у 2—3 ряда: 2+3+3 або 1+2.

### Забарвлення
Забарвлення спинної сторони тіла оливково-сіре, піщане або буро-сіре, краї луски трохи світліше їз середини. Уздовж тулуба проходять 4 темні поздовжні смуги з чорними краями, які іноді відсутні або являють собою лише вузькі, іноді пунктирні смужки. Смуги починаються на щитках голови. Проміжок між спинною і боковою смугами на голові і шиї, а іноді й на передній частині тулуба жовтий або жовтувато-помаранчевий. Ступінь виразності візерунка дуже мінлива, іноді він зовсім відсутній. Уздовж лобного щитка і в області шва між тім'яними щитками тягнеться темна смуга. Передна частина черева жовтувата, задня — біла. Черево вкрите сіруватими, коричневими або оливково-сірими плямами, які в деяких випадках зливаються в суцільну смужку, що проходить в середині передньої третини тіла. Такого ж кольору цятки є на нижньогубних і нижньощелепних щитках, а також на прилеглих горлових лусках.

## Поширення
Поширений від південної частини Казахстану та Середньої Азії до південної Монголії, північно-західного Китаю, Пакистану, Афганістану, Ірану й самих південних районів південно-східного Закавказзя (Нахічевань, Азербайджан).

## Особливості біології

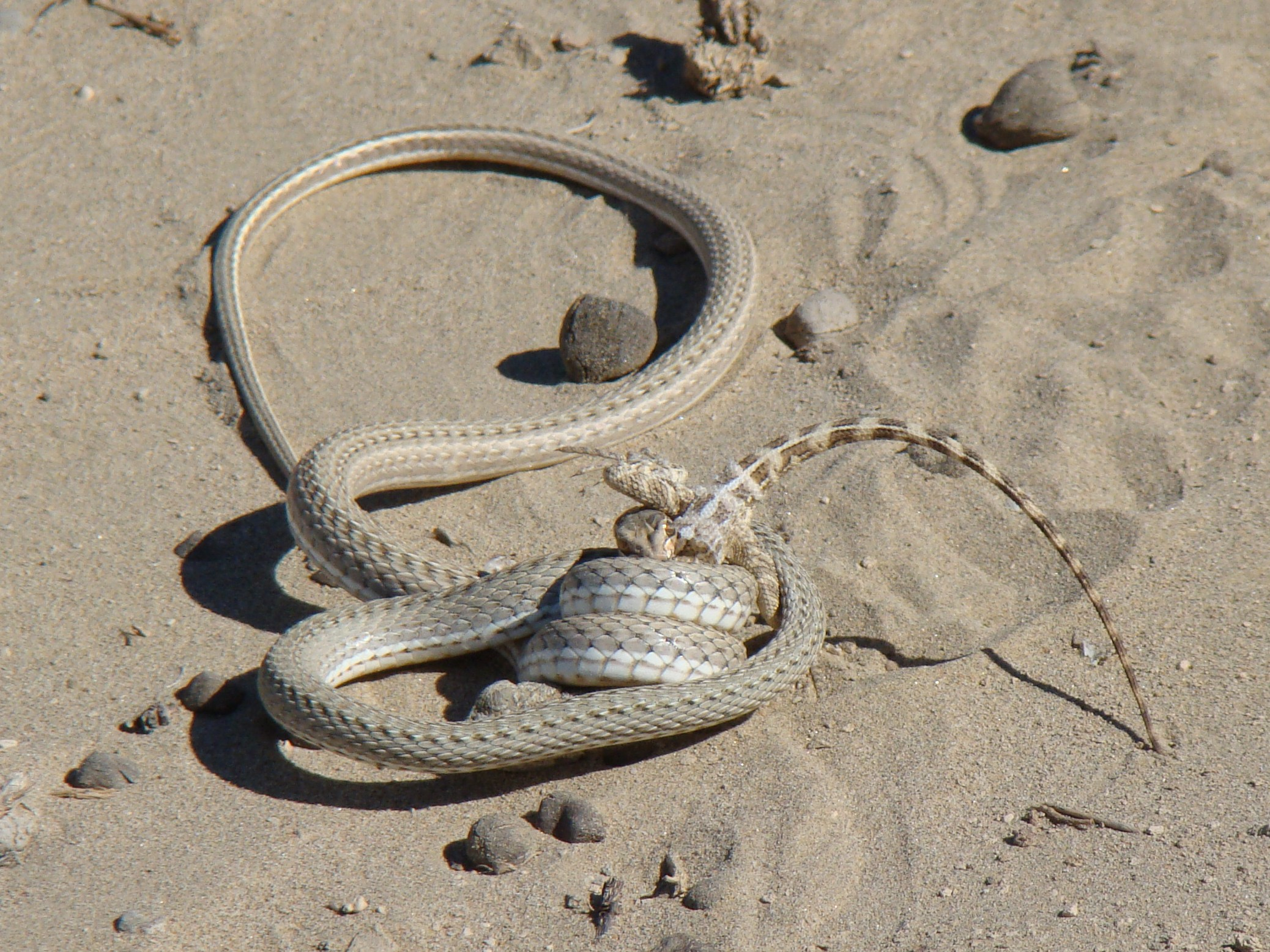
Стріла-змія вполювала агаму степову

Населяє відкриті аридні ландшафти, пустелі і передгір'я. Віддає перевагу закріпленим та напівзакріпленим піскам. Рідше трапляється в глинистій і щебенистій напівпустелі, на такирах, солончаках, в оазах, у лесових і кам'янистих передгір'ях, де місцями по гірських долинах піднімається на висоту до 2600 м над рівнем моря. У Закавказзі тримається кам'янистих схилів із кущиками полину та солянок. Ховається в норах гризунів і ящірок, пустотах під камінням та серед кущиків.
На закріплених пісках чисельність змії складає в середньому 2—3 особини на 1 км облікового маршруту.
У Центральній Азії після зимової сплячки з'являється на початку березня, у горах (Киргизстан) значно пізніше — не раніше початку квітня. Активна вдень. Досить рухлива змія. Активність триває до середини листопада.
Належить до яйцекладних змій. Парування відбувається у травні—червні. Самиця наприкінці червня — липні відкладає 3—11 сильно витягнутих яєць розміром 7,5—15 × 30—55 мм. Молоді змії довжиною тіла 250—330 мм з'являються наприкінці липня — у серпні.
Живиться ящірками, переважно ящурками, круглоголовками, поїдаючи також агам, геконів і гологлазів, іноді навіть змій. Жертву стріла-змія спочатку кусає, а потім обвиває кільцями тіла. Ящірки гинуть від укусу через декілька секунд у результаті дії отрути.

## Охорона
Стан більшості природних популяцій виду в межах ареалу залишається більш-менш стабільним. Саме тому він, згідно Червоного списку МСОП, отримав охоронний статус «відносно благополучний вид». Мешкає на багатьох природно-заповідних територіях, тому спеціальних заходів охорони не потребує.

## Практичне значення
Стріла-змія належить до групи умовно отруйних змій. Її отрута відносно малотоксична і діє переважно на холоднокровних тварин, тому не становить реальної небезпеки для людини. Після її укусу спостерігаються легкі симптоми отруєння (набряк, біль, місцеві капілярні крововиливи), які після надання первинної медичної допомоги протягом одного-двох днів зникають.